# BMW Turbo

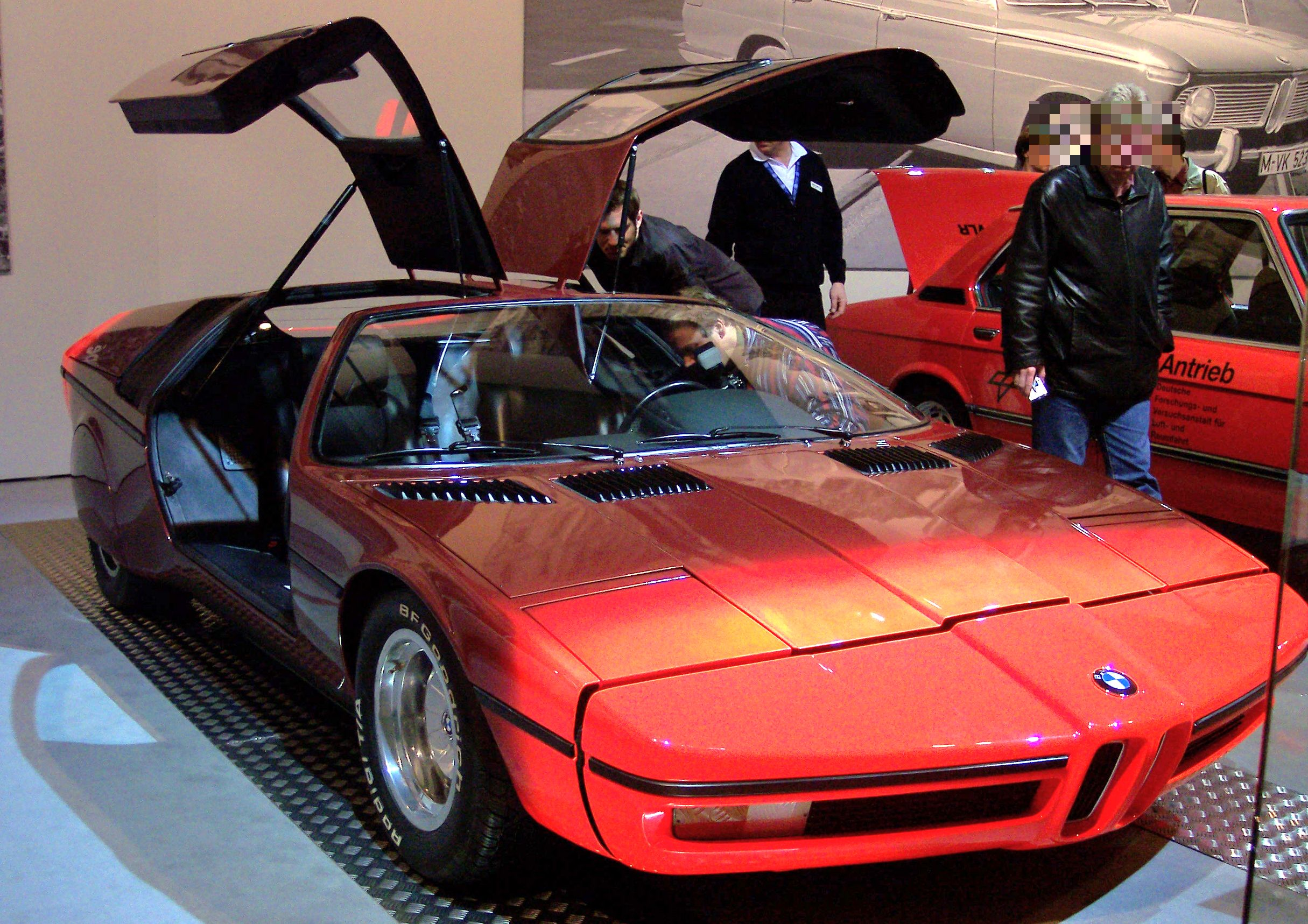
Vista frontal del BMW Turbo.

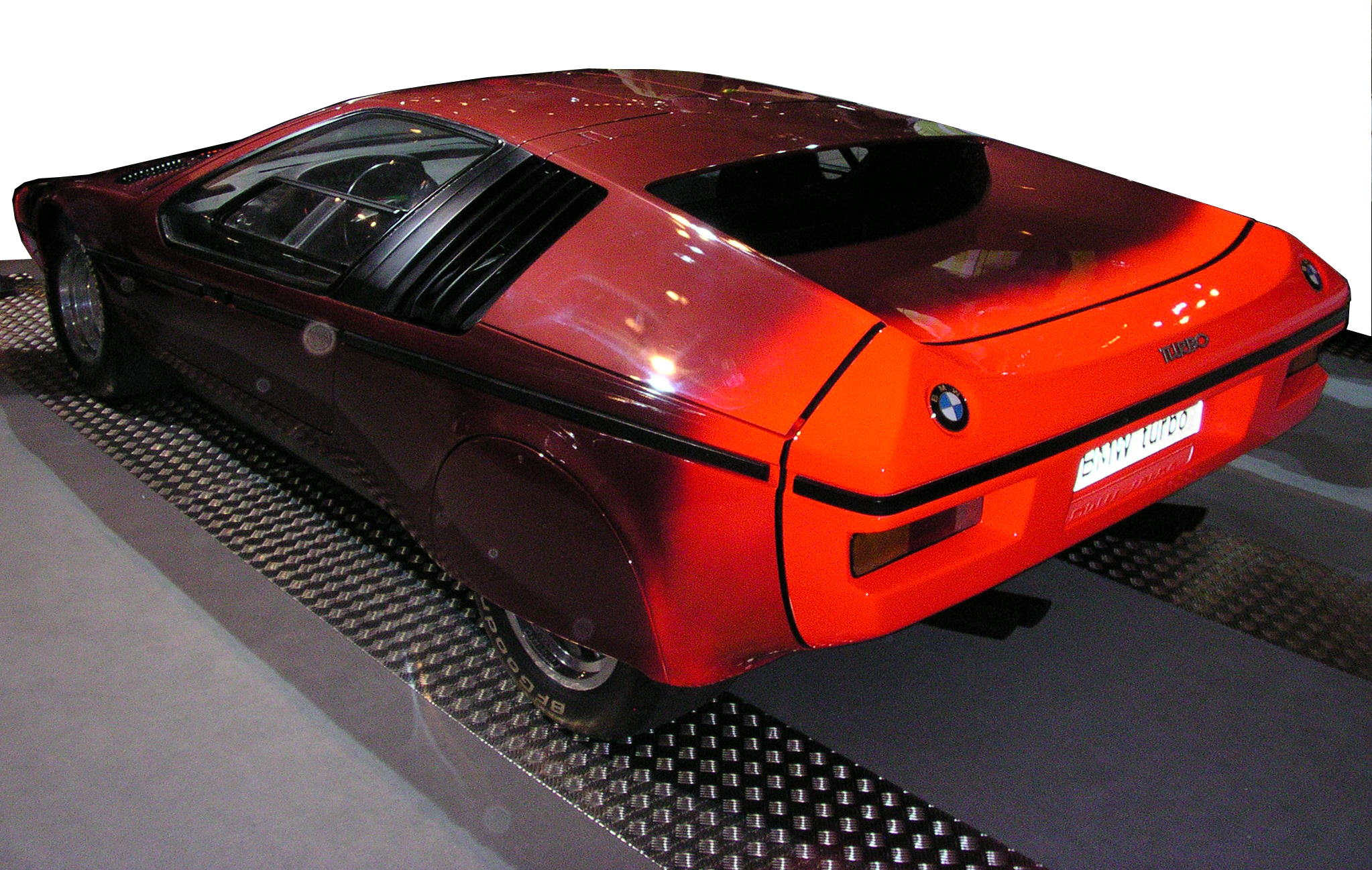
Vista posterior del BMW Turbo.

El BMW Turbo (código interno E25) es un prototipo de automóvil del fabricante alemán BMW presentado en el año 1972, como celebración por los Juegos Olímpicos de Múnich.
El diseñador Paul Bracq creó un innovador diseño, del cual se fabricaron sólo dos automóviles. No solo por escaso es uno de los más destacados BMW, ya que a su elegante diseño une detalles como puertas de ala de gaviota y un futurista cuadro de instrumentos. Posteriormente, BMW empleó rasgos del Turbo en el BMW M1, la Serie 8 y el BMW Z1. 
En la actualidad un ejemplar está expuesto en el museo BMW de Múnich, mientras que la otra unidad se encuentra en el BMW Zentrum de Spartanburg (Estados Unidos).
El motor equipado es un cuatro cilindros de 1990 cc turboalimentado, capaz de rendir 280 CV de potencia y propulsar al vehículo hasta los 264 km/h de velocidad máxima. Este fue el primer diseño de BMW con motor central.